# 데이비드 멘덴홀
데이비드 멘덴홀(David Mendenhall, 1971년 6월 13일 ~ )은 미국의 성우, 영화배우, 텔레비전 배우이다.
오션사이드에서 태어났다.

## 영화
- 스트리츠 (1990년)
- 마약 추적 (1989년)
- 내 이름은 브루스 2 (1987년)
- 바나나 대소동 (1987년)
- 오버 더 톱 (1987년)
- 윗치파이어 (1986년)
- 할아버지는 멋쟁이 (1986년)
- 트랜스포머 더 무비 (1986년) - 다니엘 목소리 역
- 트랜스포머 - 시리즈 (1984년)
- 스페이스 레이더스 (1983년)